# Vénus et les trois Grâces offrant des présents à une jeune fille
Vénus et les trois Grâces offrant des présents à une jeune fille est une fresque réalisée par le peintre italien Sandro Botticelli dans le dernier quart du XVe siècle. Elle représente la déesse Vénus suivie des Trois Grâces alors qu'elles accueillent avec des cadeaux une jeune femme en qui l'histoire de l'art pense reconnaître Giovanna degli Albizzi. Originellement peinte sur les murs de la villa Lemmi, à Florence, elle est conservée au musée du Louvre, à Paris, en France.